# Beda Chang
Beda Chang (Chino simplificado: 张伯达; Chino tradicional: 張伯達; 27 de mayo de 1905 - Shanghái, 11 de noviembre de 1951) escritor y sacerdote jesuita católico de China. 
Estudió filosofía en Jersey y París y fue decano de la Universidad Aurora de Shanghái.
Fue martirizado durante una ola de persecución por el gobierno comunista.

## Obra
- Le Parallélisme dans les vers du Cheu King, P. Geuthner 1937
- L'Écriture chinoise et le geste humain : essai sur la formation de l'écriture chinoise, P. Geuthner 1937

- Datos: Q2893533